# 8210 NANTEN
أن أي أن تي إي أن (ويعرف أيضًا باسم 8210 أن أي أن تي إي أن وفق تسمية الكوكب الصغير) (بالإنجليزية: NANTEN)‏ هو كويكب ضمن حزام الكويكبات؛ وترتيبه 8210 من حيث الاكتشاف.
اكتُشف هذا الجُرم الفلكي بواسطة تاكاو كوباياشي في 5 مارس 1995.

## وصلات خارجية
- 8210 NANTEN في قاعدة بيانات مختبر الدفع النفاث لأجرام النظام الشمسي الصغيرة

- الاكتشاف · مخطط المدار ·  العناصر المدارية · المعلمات المادية

- 8210 NANTEN على موقع ويكي سكاي: DSS2, SDSS, GALEX, IRAS, Hydrogen α, X-Ray, Astrophoto, Sky Map, Articles and images